# Jan Bolesław Czedekowski
Jan Bolesław Czedekowski (* 22. Februar 1885 in Wojnyliw; † 8. Juli 1969 in Wien) war ein polnisch-österreichischer Porträt-, Genre- und Kriegsmaler.

## Leben
Czedekowski kam 1903 nach Wien, wo er an der Akademie der bildenden Künste bei Rudolf Bacher studierte. Darüber hinaus war er Schüler der Allgemeinen Malerschule bei Christian Griepenkerl und der Meisterklasse bei Kasimir Pochwalski. Frühe Auszeichnungen waren der so genannte Königswartherpreis 1906 und der Spezialpreis für Porträtmalerei 1911.
Während des Ersten Weltkriegs war er zunächst Sanitätssoldat und stellte in weiterer Folge ein Ansuchen um Aufnahme als Kriegsmaler an das k.u.k. Kriegspressequartier, dem am 19. Dezember 1916 stattgegeben wurde. 1917 stellte Czedekowski im Rahmen einer großen Kriegsbilderausstellung zahlreiche Porträts verschiedener Heerführer aus. Etwa zur selben Zeit entstanden die Porträts der Fürstin Fanny Schwarzenberg, der Fürstin Paar, der Gräfinnen Mensdorff-Pouilly und des Großindustriellen Richard von Schoeller. Bis Kriegsende verblieb Czedekowski im Kriegspressequartier, danach übersiedelte er mangels Porträtaufträgen in die Vereinigten Staaten und ging drei Jahre später nach Paris. In der dortigen Niederlassung der Galerie Knoedler wurden seine Werke 1924, 1928 und 1932 ausgestellt. 1925 erhielt er den Auftrag, für die polnische Gesandtschaft in Paris ein lebensgroßes Porträt des Marschall Foch zu malen. Ein weiteres bedeutendes Porträt ist jenes des polnischen Präsidenten Ignacy Mościcki. 1937/38 hielt sich Czedekowski wieder in den Vereinigten Staaten auf. 1941 zeigte er auf der Frühjahrsausstellung des Wiener Künstlerhauses ein Herrenbildnis, im Jahr darauf u. a. ein Porträt der Schauspielerin Hermine Kray. 1955 war er Lehrer der Advanced Art Class an der University of Houston.
Seine Werke sind heute in verschiedenen Museen ausgestellt, u. a. im Museum der Johannes-Paul-II-Sammlung, im Schloss Łańcut und im Heeresgeschichtlichen Museum.

## Werke (Auszug)
- Porträt Kaiser Karl I. in Feldmarschall-Galauniform, 1917, Öl auf Leinwand, Heeresgeschichtliches Museum Wien